# Twin Jet
Twin Jet – francuska linia lotnicza z siedzibą w Aix-en-Provence. Została założona w maju 2001, a swój pierwszy lot wykonała w marcu 2002. Należy do programu lojalnościowego Flying Blue.
Flota składa się z:
- 12 Raytheon Beech 1900D Airliner